# Пољски миш
Пољски миш (лат. Apodemus uralensis) је сисар из реда глодара и породице мишева (лат. Muridae).

## Распрострањење
Ареал пољског миша обухвата већи број држава. Врста је присутна у следећим државама: Русија, Кина, Пољска, Украјина, Белорусија, Турска, Бугарска, Србија, Мађарска, Румунија, Казахстан, Индија, Иран, Црна Гора, Литванија, Летонија, Словачка, Чешка, Естонија, Хрватска, Молдавија, Јерменија, Аустрија, Азербејџан, Грузија, Киргистан, Непал. Присуство је непотврђено у следећим државама: Монголија, Авганистан, Пакистан, Таџикистан и Узбекистан.

## Станиште
Станишта врсте су шуме, планине, поља кукуруза и травна вегетација.

## Угроженост
Ова врста је наведена као последња брига, јер има широко распрострањење и честа је врста.